# Giulia Bianchi
Giulia Bianchi (Tradate, 3 novembre 1990) è un'ex ginnasta italiana specializzata nella ginnastica aerobica.

## Biografia
Nata in provincia di Varese, il padre Gabriele Bianchi fu membro della nazionale di ginnastica artistica; si avvicina alla ginnastica nella palestra della società gestita dai genitori, entrambi istruttori di ginnastica e docenti di scienze motorie. Inizia praticando ginnastica artistica e nuoto, per poi dedicarsi, ad 11 anni, alla danza moderna.
Nel 2003 inizia a praticare ginnastica aerobica: l'anno successivo prende parte al suo primo campionato mondiale, a Sofia.
Diplomata al liceo socio-psico-pedagogico a Legnano, nel 2009 si iscrive alla Facoltà di Scienze motorie e sportive all'Università Cattolica del Sacro Cuore di Milano, in seguito frequenta la scuola di specializzazione in Teoria, tecnica e didattica dello sport presso l'Università degli Studi di Milano.
Nella sua carriera ha partecipato a cinque edizioni dei Campionati mondiali di ginnastica aerobica, conquistando la medaglia di argento nelle edizioni del 2006 e del 2010, e a quattro Campionati europei di ginnastica aerobica vincendo la medaglia d'oro nel 2007 e 2009. A livello nazionale, dal 2008 al 2012, detiene 5 titoli nella categoria individuale femminile ai campionati assoluti.
Il Comitato olimpico nazionale italiano nel 2010 le ha conferito la medaglia d'argento al valore atletico per il secondo posto al Campionato del mondo del 2010 e per il primo posto al Campionato europeo 2009; in precedenza aveva ottenuto la medaglia di bronzo per il sesto posto al Campionato del mondo del 2008.
Conclusa nel 2013 l'attività agonistica, Giulia si dedica poi all'insegnamento della ginnastica.

## Palmarès

### Mondiali
- 2 medaglie:
  - 2 argenti (Individuale femminile a Nanchino 2006 e a Rodez 2010).

### Europei
- 3 medaglie
  - 2 ori (Individuale femminile a Szombathely 2007 e a Liberec 2009).
  - 1 argento (Individuale femminile a Coimbra 2005).

### Universiadi
- 1 medaglia
  - 1 bronzo (Coppie miste a Shenzen 2011)

### Coppa del mondo
- 12 medaglie
  - 3 ori
  - 7 argenti
  - 2 bronzi

### Campionati italiani
- Dieci titoli assoluti senior
  - Individuale femminile: 2008, 2009, 2010, 2011, 2012
  - Coppia mista: 2008, 2009, 2010
  - Trio: 2011
  - Gruppo: 2008
- Quattro titoli assoluti junior